# Japanagromyza frosti
Japanagromyza frosti este o specie de muște din genul Japanagromyza, familia Agromyzidae, descrisă de Frick în anul 1952.
Este endemică în Costa Rica. Conform Catalogue of Life specia Japanagromyza frosti nu are subspecii cunoscute.